# Burning Love and Hits from His Movies, Volume 2
Burning Love and Hits From His Movies, Volume 2 è un album compilation di Elvis Presley pubblicato nel 1972 dalla RCA Camden, una divisione economica sussidiaria della RCA.

## Descrizione
Principalmente il disco è fatto di brani estratti dalle colonne sonore di vari film degli anni sessanta di Presley e da entrambi i lati del singolo di successo del 1972 Burning Love. L'album fu confezionato unicamente per sfruttare il successo commerciale del singolo che non era all'epoca altrimenti disponibile su nessun altro LP. Il disco è considerato un'anomalia nella discografia di Elvis poiché di solito la RCA si riservava di pubblicare i singoli di successo sui dischi principali del cantante editi dall'etichetta principale RCA Victor label, a non nella collana economica della Camden. Alla sua uscita, il disco raggiunse la posizione numero 22 nella classifica di Billboard negli Stati Uniti.

## Tracce

### Lato 1
1. Burning Love - 2:51 (Dennis Linde)
2. Tender Feeling (da Il monte di Venere) - 2:32 (Bernie Baum, Bill Giant, Florence Kaye)
3. Am I Ready (da Voglio sposarle tutte) - 2:24 (Roy Bennett, Sid Tepper)
4. Tonight Is So Right for Love (da Cafè Europa) - 2:11 (Joseph Lilley, Abner Silver, Sid Wayne)
5. Guadalajara (da L'idolo di Acapulco) - 2:42 (Pepe Guízar, Joseph Lilley)

### Lato 2
1. It's a Matter of Time - 3:04 (Clive Westlake)
2. No More (da Blue Hawaii) - 2:21 (Hal Blair, Don Robertson)
3. Santa Lucia (da Viva Las Vegas) - 1:11
4. We'll Be Together (da Cento ragazze e un marinaio) - 2:14 (Phillip Brooks, O'Curran)
5. I Love Only One Girl (da Fermi tutti, cominciamo daccapo!) - 1:51 (Roy Bennett, Sid Tepper)